# Riera de Jafra
Riera de Jafra är ett periodiskt vattendrag i Spanien.   Det ligger i provinsen Província de Barcelona och regionen Katalonien, i den östra delen av landet, 500 km öster om huvudstaden Madrid.